# Emigrate
Emigrate je německá industrialmetalová hudební skupina založená Richardem Kruspem, kytaristou skupiny Rammstein. Kromě Kruspeho je ve skupině Olsen Involtini (hraje na kytaru), Arnaud Giroux (hraje na baskytaru) a Henka Johansson (hraje na bicí). Kruspe se stal frontmanem kapely a vedle hry na kytaru ještě zpívá v angličtině. Členkou kapely je také zpěvačka a baskytaristka Margaux Bossieux.

## Historie
Richard Kruspe, kytarista německé hudební skupiny Rammstein, měl mnoho let sen založit si svou vlastní kapelu, stát se jejím frontmanem a skládat pro ni písničky a zpívat je v ní. V jednom rozhovoru se Kruspe zmínil, že s několika přáteli pracuje na nějakém vedlejším projektu.
V roce 2005 se Rammstein rozhodl, že natočí již připravované album Rosenrot a objede turné s tímto albem spojené a potom si dá na delší dobu na neurčito pauzu. Po skončení tohoto turné založil Kruspe kapelu Emigrate. Vznik kapely financoval a dodnes financuje ze svých peněz, ale sám tvrdí, že mu nejde o to, aby na skupině zbohatl. Kruspe se stal frontmanem skupiny, sám skládal písně a také je zpíval (v albech je ale zpěv počítačově upraven), kromě toho hrál i na kytaru. Členy kapely se stali ještě Henka Johansson, člen švédské skupiny Clawfinger, Francouz Arnaud Giroux a Olsen Involtini. Johansson hraje na bicí, Giroux na baskytaru a Involtini na kytaru. V některých písních však zpívala i Margaux Bossieux (píseň Happy Times z alba Silent So Long, Lead You On z alba A Million Degrees).
Zatímco Rammstein zpívá až na výjimky v němčině, Emigrate má písně všechny anglické. Emigrate také kladou větší důraz na melodii než Rammstein a nehrají tolik tvrdou hudbu, melodie je jednodušší, ale tempo je zase o něco vyšší. Typický kytarový styl Richarda Kruspeho je v podstatě stejný jako v Rammstein.

## Název skupiny
Skupina Emigrate kdysi poskytla rozhovor internetovému portálu Motormusic.de. V rozhovoru mimo jiné uvedli, proč bylo jako název skupiny zvoleno zrovna slovo Emigrate. Richard Kruspe uvedl: „V přístavech New Yorku je jistě mnoho generací přistěhovalců, kteří svou původní vlast opustili a šli hledat štěstí do tohoto města. Emigrate znamená pro mě jak fyzické, tak i duševní odstěhování.“

## Alba
Nejdříve kapela vytvořila tři singly, které šířila přes internet. První album vyšlo asi rok po nich (v červenci 2007), ačkoliv původně mělo vyjít až 21. října 2007. Album se jmenovalo Emigrate, název alba byl zvolen podle úvodní písně nazvané Emigrate, která název získala podle kapely a záměrně byla na albu jako první. Na albu bylo celkem jedenáct písní. Spolu s albem vznikl i první videoklip, a to ke skladbě My World. Song k písni je navíc legálně ke stažení na oficiálních internetových stránkách kapely.
Druhé album neslo název Temptation, obsahovalo pět písní, z čehož tři (první, čtvrtá a pátá) už vyšly i v prvním albu. Album bylo nazváno podle úvodní písně Temptation, známé už z prvního alba.
V listopadu 2014 vyšlo druhé studiové album Silent So Long. Na albu se také podíleli umělci jako například, zpěvák a baskytarista kapely Motörhead, Lemmy, zpěvák Marilyn Manson, kanadská hudebnice Peaches nebo zpěvák kapely Korn Jonathan Davis. Na albu je tradičních 11 písní.
Na rok 2018 je plánováno vydání třetího studivého alba A Million Degrees.

## Diskografie
- Emigrate (2007)
- Silent So Long (2014)
- A Million Degrees (2018)
- THE PERSISTENCE OF MEMORY (2021)